# Scopula cuphoptera
Scopula cuphoptera là một loài bướm đêm trong họ Geometridae.